# Miradouro das Províncias

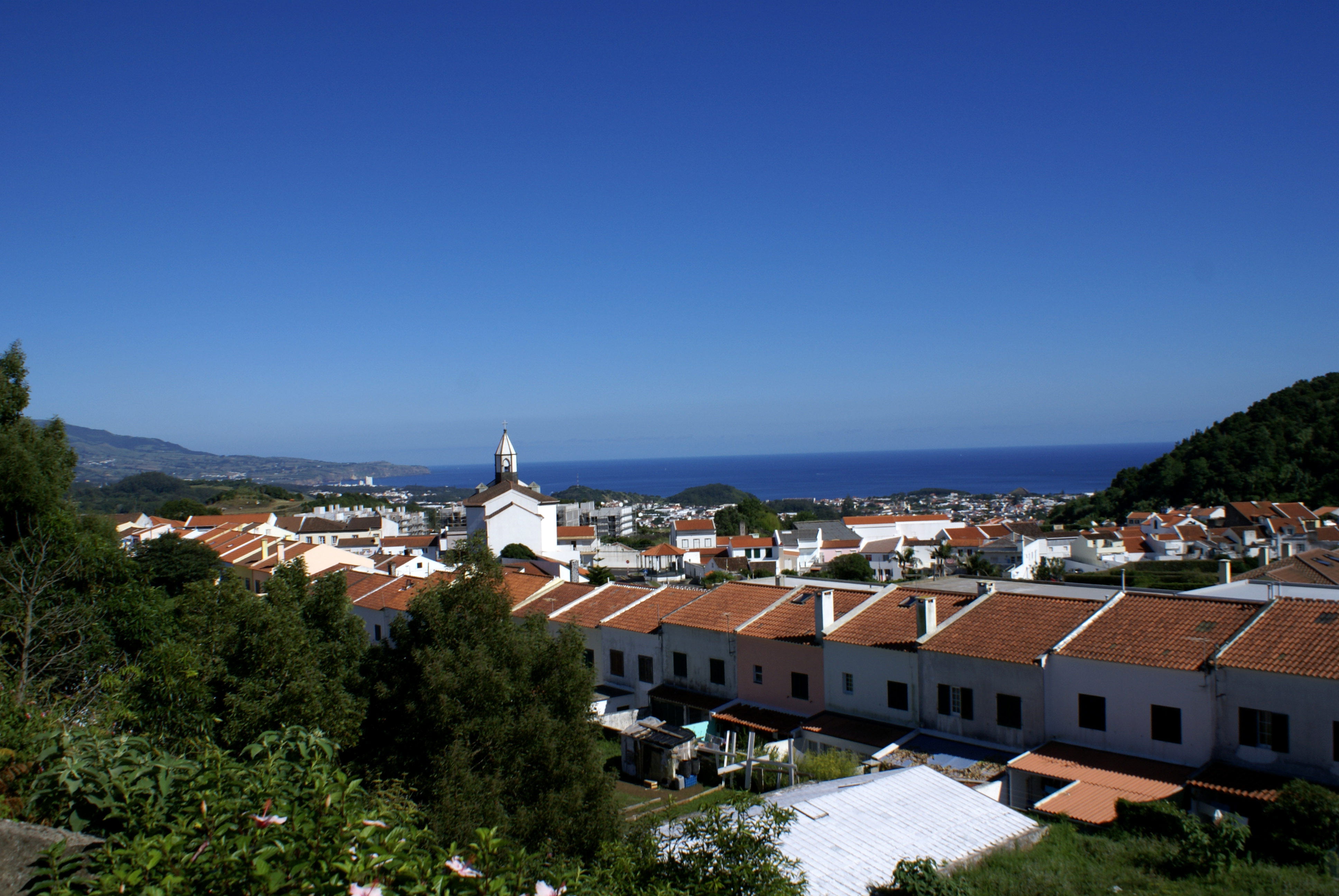
Miradouro das Provincias.

O Miradouro das Províncias é um miradouro português localizado na freguesia da Fajã de Cima, concelho de Ponta Delgada, na ilha açoriana de São Miguel.
Este miradouro foi inaugurado em 23 de Junho de 2004. Localizado em lugar altaneiro, sobre a localidade da Fajã de Cima, oferece uma ampla vista sobre o casario do povoado.